# Corpus Hermeticum

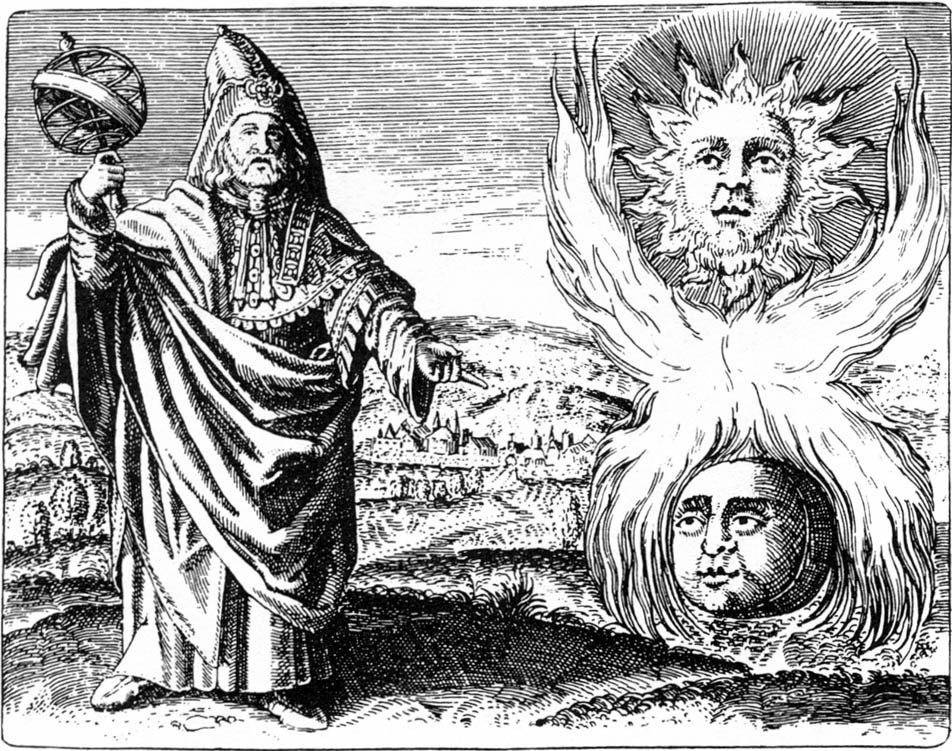
Hermes Trismegisto. in Viridarium chymicum, de D. Stolcius von Stolcenbeerg, 1624

Corpus Hermeticum, ou Hermetica, é o conjunto de textos escrito entre os séculos II e III na então província romana do Egito por Hermes Trismegisto, que é a base do hermetismo. É o resultado de um complexo sincretismo religioso de múltiplas influências que ocorreu no período da Pax Romana (Paz Romana, quando Egito teve contato com todo o Império Romano). Escrito na primeira pessoa por Thoth, ou Hermes Trismegisto, que conta sobre a conversa com noûs, espécie de divindade absoluta (consciência superior). O corpus discute: o divino, o cosmos, a mente, a natureza, a alquimia, a astrologia e, conceitos relacionados.
No contexto do hermetismo, noûs  é uma das bases para a salvação espiritual (soteriológica) e ensino (paideia) do hermetismo, onde o adepto é conduzido a um processo de reconexão com a natureza divina do humano, por meio da piedade (eusébeia) e do despertar do noûs (consciência superior), para conseguir acessar a verdadeira realidade, oculta aos sentidos comuns humanos.
Durante os séculos seguintes, atribuiu-se erroneamente a esses textos uma exagerada antiguidade, situando-o na época das grandes pirâmides. Tal atributo lhe valeu uma leitura reverente e atenta que teve importante influência na ciência do Renascimento, quando quase tudo o que fora escrito na Antiguidade era lido como revelação fundamental.

## Escopo
O termo Corpus Hermeticum, ou Hermetica, aplica-se, sobretudo, para a tradução latina de quatorze tratados de Marsilio Ficino (1433-1499), dos quais as primeiras edições apareceram antes de 1500, e posteriormente em 1641. Esta coleção, que inclui o Pœmandres e alguns textos de Hermes aconselhando seus discípulos Tat, Amom e de Asclepius. Os três últimos tratados em edições modernas foram traduzidos de forma independente, a partir de um outro manuscrito por um contemporâneo de Ficino, Lodovico Lazzarelli (1447-1500) e impresso pela primeira vez em 1507. Extensas citações de materiais semelhantes são encontrados em autores clássicos, tais como Joannes Stobaeus.
Em 1462, Marsilio Ficino trabalhava na tradução latina das obras de Platão para seu patrono Cosimo de Medici (primeiro membro da família de Medici, governou Florence durante o renascimento italiano), mas quando um manuscrito do corpus hermeticum foi disponibilizado, ele interrompeu seu trabalho em Platão e iniciou a tradução das obras de Hermes, que na época eram consideradas mais antigas e mais autoritárias que Platão.
Partes do Corpus Hermeticum apareceram no 4.º século na biblioteca gnóstica encontrada em Nag Hammadi. Outras obras em siríaco, árabe, armênio, copta e outros idiomas também pode ser denominados Corpus Hermeticum ou Tábua de Esmeralda, que ensina a doutrina "como acima, assim abaixo".
Todos estes textos são próprios de uma mais extensa literatura, parte sincrética, do paganismo intelectualizado de sua época, um movimento cultural que incluiu também neoplatonismo, filosofia greco-romana, mistérios de Elêusis, escola pitagórica e influenciado formas gnósticas das religiões abraâmicas. Existem diferenças significativas: a Hermetica não contêm alusões explícitas para a bíblia e está pouco preocupada com a mitologia grega ou minúcias da metafísica. No entanto, a maioria dessas escolas concorda em atribuir a criação do mundo para um demiurgo, em vez de o ser supremo, e em aceitar a reencarnação. Embora filósofos neoplatônicos, que citaram obras apócrifas de Orfeu, Zoroastro, Pitágoras e outras figuras, quase nunca citam Hermes Trismegistus, os tratados foram ainda bastante populares no século V, para serem contra-argumentados por Agostinho de Hipona, em Cidade de Deus.
O Corpus Hermeticum promoveu um impulso seminal no desenvolvimento da Renascença, no pensamento e na cultura, tendo um impacto profundo sobre a alquimia e a magia moderna, assim como teve influência sobre filósofos como Giordano Bruno e Pico della Mirandola, aluno de Ficino.

## Estrutura

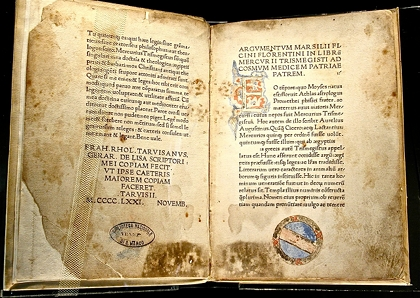
Corpus Hermeticum: primeira edição em Latim, por Marsilio Ficino (1471), edição pertencente à Bibliotheca Philosophica Hermetica, Amsterdã.

A estrutura do corpus é a seguinte:
| Nr.    |                                                                                        | Titolo (italiano)                                                                                     | Titolo (latino)                                                                    |
| ------ | -------------------------------------------------------------------------------------- | --- | ---------------------------------------------------------------------------------- |
| I.     | Discurso de Poimandres a Hermes Trismegisto                                            | Poimandres                                                                                            | Pimander                                                                           |
| II.    | Sermão universal (tratado perdido). Sermão de Hermes a Asclépio                        | Sermone universale di Ermete ad Asclepio                                                              | Mercurii ad Aesculapium sermo universalis                                          |
| III.   | Discurso sagrado de Hermes                                                             | Discorso sacro di Ermete                                                                              | Mercurii sermo sacer                                                               |
| IV.    | A cátera ou a Unidade. Discurso de Hermes a Tat, a Crátera de Mercúrio ou a Mônada     | Discorso di Ermete a Tat il cratere o la monade                                                       | Mercurii ad Tatium crater sive monas                                               |
| V.     | que Deus é invisível e, ao mesmo tempo, muito evidente.                                | Discorso di Ermete al figlio Tat. Dio è invisibile e perfettamente visibile al tempo stesso           | Mercurii Ad tatium Filium suum. Quod deus Latens simul ac patens est.              |
| VI.    | Que bom está apenas em Deus e em nenhum outro                                          | Il bene esiste solo in Dio e in nessun altro luogo                                                    | Quod in solo deo bonum est alibi vero nequaquam                                    |
| VII.   | Que a ignorância de Deus é o maior mal entre os homens.                                | Il male più grande fra gli uomini è l'ignoranza su Dio                                                | Quod summum malum hominibus ignorare deum                                          |
| VIII.  | Nenhuma dessas coisas são destruição, mas mudanças: Homens enganados chamam destruição | Nessuno degli esseri perisce, ma sbaglia chi definisce i mutamenti come distruzione e morte           | Nihil eorum Quae sunt interitus sed mutationes: Decepti Homines interitum nominant |
| IX.    | Sobre pensar e sentir [Que somente em Deus e em ninguém mais existe o Belo e o Bom].   | Intorno alla conoscenza intellettiva e alla sensazione                                                |                                                                                    |
| X.     | A chave de Mercúrio Trismegisto para Tácio                                             | Discorso di Ermete Trismegisto: la chiave                                                             | Mercurii Trismegisti clavis ad Tatium                                              |
| XI.    | O pensamento para Hermes                                                               | L'intelletto a Ermete                                                                                 | Mens ad mercurium                                                                  |
| XII.   | Sobre o pensamento comum                                                               | Discorso di Ermete Trismegisto a Tat sull'intelletto comune                                           | Mercurii ad Tatium de communi                                                      |
| XIII.  | Sobre a regeração e o voto do silêncio                                                 | Discorso segreto di Ermete Trismegisto al figlio Tat, sulla rigenerazione e sulla regola del silenzio | Mercurii ad tatium Filium suum de generatione & impositione silentii               |
| XIV.   | De Hermes Trimegisto a Asclepio.                                                       | Lettera di Ermete ad Asclepio con l'augurio di essere saggio                                          | Mercurii ad Aesculapium                                                            |
| XV.    |                                                                                        | Lettera di Ermete ad Asclepio                                                                         |                                                                                    |
| XVI.   | De Asclépio ao Rei Amon: definições.                                                   | Definizioni di Asclepio sul re Ammone                                                                 | Ab Asclepio ad Amonem regem: definitiones.                                         |
| XVII.  | Fragmento de um discurso de Asclépio ao rei: o incorpóreo                              | Frammento di un discorso di Asclepio al re                                                            |                                                                                    |
| XVIII. | Sobre como a alma é impedida pelas afeições do corpo                                   | Encomio dei re                                                                                        |                                                                                    |
|        | Apêndice do Codex VI de Nag Hammadi. A Ogdóade e a Enéade.                             | |                                                                                    |

## Novos textos
Recentes traduções de textos encontrados na biblioteca de Nag Hammadi (Códice VI) contêm ao menos três escritos inéditos pertencentes ao Corpus Hermeticum:
- Discurso sobre a Ogdóade e a Enéade
- Prece de ação de graças (Fragmentos do Discurso Perfeito, de Asclépio, com comentário manuscrito)
- Asclépio 21-29 (Fragmento do Discurso Perfeito)